# Девід Трамп
Девід Х. Трамп (англ. David H. Trump) — британський археолог з Кембриджського університету. Спеціалізувався в археології Середземномор'я, і зокрема — на доісторичній та ранньоримській епосі Італії (Сардинія, Сицилія, південь Італії) та Мальти.

## Біографія
Займався розкопками на Мальті з 1954 року, спочатку як асистент Джона Девіса Еванса при розкопках мегалітичного храму Джгантія на острові Гоцо. У 1958—1963 р. обіймав посаду в Національному музеї археології м. Валетта на Мальті, розробив програму археологічних розкопок, під час якої були проведені перші розкопки іншої мегалітичної пам'ятки, Скорба.
Першим використовував під час мальтійських розкопок радіовуглецеве датування, що дозволило відкрити дві нові фази дописемної історії Мальти, відомі нині як фази «червона Скорба» та «сіра Скорба» (за кольором кераміки).
У останні роки проводив дослідження доісторичних зв'язків між островами Сицилія та Мальта в доісторичний період, досліджував мегалітичне коло Шаара (Xaghra), проводив екскурсії в мегалітичних храмах Мальти.

## Праці
- (англ.)David H. Trump, Skorba: A Neolithic Temple in Malta, Society of Antiquaries of London
- (англ.)David H. Trump, Skorba, Oxford University Press (1966)
- (англ.)David H. Trump, Malta: an Archaeological Guide, Faber et Faber, Londres (1972)
- (англ.)David H. Trump, The Penguin Dictionary of Archaeology, Penguin Books Ltd (1972)
- (англ.)David H. Trump, Malta, Nagel Publishers (1980)
- (англ.)David H. Trump, Prehistory of the Mediterranean, Yale University Press (1980)
- (англ.)David H. Trump, Malta, Prehistory and Temples, Midsea Books Ltd (2003)
- (англ.)David H. Trump, Bridget Trump, Greece and Rome Victorious, 500 B.C.-200 B.C, Macmillan Publishers
- (англ.)David H. Trump, Bridget Trump, Warwick Bray, The American Heritage Guide to Archaeology, American Heritage Press
- (англ.)David H. Trump, Warwick Bray, Judith Newcomer, A Dictionary of Archaeology, Penguin Books Ltd,
- (англ.)David H. Trump, Francis Phillipps, Ancient Rome, Granada Publishing
- (англ.)David H. Trump, Jacquetta Hawkes, The Atlas of Early Man, Macmillan Publishers Ltd